# Tancaïta-(Ce)
La tancaïta-(Ce) és un mineral de la classe dels sulfats. Rep el seu nom de Giuseppe Tanca, col·leccionista de minerals.

## Característiques
La tancaïta-(Ce) és un sulfat de fórmula química FeCe(MoO₄)₃·3H₂O. Va ser aprovada com a espècie vàlida per l'Associació Mineralògica Internacional l'any 2009. Cristal·litza en el sistema trigonal.
Segons la classificació de Nickel-Strunz, la tancaïta-(Ce) pertany a «07.GB - Molibdats, wolframats i niobats, amb anions addicionals i/o H₂O» juntament amb els següents minerals: lindgrenita, szenicsita, cuprotungstita, UM1999-38-WO:CrV, fil·lotungstita, rankachita, ferrimolibdita, anthoinita, mpororoïta, obradovicita-KCu, mendozavilita-NaFe i paramendozavilita.

## Formació i jaciments
Va ser descoberta a la Punta de Su Seinargiu, a Sarroch, a la ciutat metropolitana de Càller (Sardenya, Itàlia), l'únic indret on ha estat trobada.